# 牛ヘルペスウイルス1型
牛ヘルペスウイルス1型（うしヘルペスウイルス1がた、英: Bovine herpesvirus 1;BHV-1）とはヘルペスウイルス科のウイルスの1種であり、世界中に分布し、ウシに鼻気管炎、膣炎(en:vaginitis)、亀頭包皮炎、流産、結膜炎、腸炎(en:enteritis)などの症状を引き起こす。BHV-1はまた輸送熱(shipping fever)の要因の1つである。BHV-1は性的接触、人工授精、エアロゾルを介して伝播する。BHV-1は他のヘルペスウイルスと同様に生涯にわたり持続感染を起こす。坐骨神経や三叉神経に潜伏する。ワクチンが存在し、病勢の軽減と発生率の低下の効果がある。
BHV-1による呼吸器疾患は一般に牛伝染性鼻気管炎として知られている。症状として発熱、鼻の異常、咳、呼吸障害、体重減少が認められる。潰瘍は口や鼻に発生する。致死率は10%に達する。生殖器疾患としてウシの伝染性膿疱性外膣炎( infectious pustular vulvovaginitis)や雄牛の伝染性亀頭包皮炎(infectious balanoposthitis)が起こる。症状として発熱、抑鬱、食欲低下、排尿痛、膿疱を伴う外陰部の膨大、性交時の痛みが認められる。症状は2週間以内に治まる。流産や死産は感染1-3か月後に発生する。BHV-1は腸炎や死亡によって特徴づけられるウシの新生子の全身性疾患を引き起こすこともある。